# Betta siamorientalis
Східносіа́мська бійці́вська ри́бка (Betta siamorientalis) — тропічний прісноводний вид риб з родини осфронемових (Osphronemidae) підродина макроподових (Macropodusinae).
Назва виду siamorientalis вказує на східні райони Таїланду, місцевість, звідки походить ця риба: Сіам (siam) — це колишня назва Таїланду, а orientalis латинською означає «схід».

## Опис
Максимальна стандартна (без хвостового плавця) довжина досліджених зразків становила 36,1 мм. Голова мала, коротка, її довжина становить 28,0–34,0 % стандартної довжини, очі великі (діаметр орбіт 23,7–31,6 % довжини голови). Тіло тонке, його висота становить 23,6–32,1 % стандартної довжини. Спинний плавець розташований у задній частині тіла. Хвостовий плавець округлий. Округлий також задній кінець спинного плавця, в анальному плавці кінець навпаки загострений. Черевні плавці мають серпоподібну форму.
У бічній лінії 28,5–31,5 лусок. Спинний плавець має 1-2 твердих і 7-11 м'яких променів, анальний — 3-5 твердих і 21-25 м'яких, у грудних плавцях по 10-14 променів.
Самці більші за самок і мають ширші плавці.
Тіло у самця в основі має темно-коричневе до чорного забарвлення, на цьому тлі чітко виділяються луски, що відсвічують жовтувато-зеленими до блакитно-зеленого барвами. При цьому основне забарвлення займає понад 60 % тіла, внаслідок чого воно виглядає темним. Голова також темно-коричнева до чорного із жовтувато-зеленими до блакитно-зеленого лусочками, що переливаються. На зябрових кришках дві паралельні червоні вертикальні смужки, задня з яких яскравіша. Колір цих смужок може змінюватись від червонуватого до блідо-червоного, зеленкувато-сріблястого, просто сріблястого або й взагалі вони безбарвні у деяких популяцій. Рогівка очей у нижній та задній частині має жовтувато-зелені до блакитно-зеленого блискучі цятки.
Промені спинного плавця темно-коричневі, а хвостового й анального червоно-коричневі до чорного. Вони чітко виділяються на тлі жовтувато-зеленого до блакитно-зеленого полотна. Принаймні дві третини спинного плавця, що ближче до тіла, мають чорні поперечні смуги. У задній частині хвостового плавця знаходиться червона пляма у формі півмісяця із тонкою чорною облямівкою по самому краю. У задній частині анального плавця маленькі червоні крапочки, червоне забарвлення мають також кінчики його променів. Грудні плавці безбарвні.
Самки схожі на самців, але менш барвисті. Голова та тіло у них жовтуватого до світло-коричневого кольору з жовтувато-зеленими до блакитно-зеленого лусочками, що переливаються. Зяброві кришки блідо-золотаві, з червонуватими вертикальними смужками; є ще смужка на горлі. Посередині тіла проходять дві чіткі поздовжні смуги. На хвостовому стеблі є чорна пляма. Промені спинного, хвостового, анального і черевних плавців жовтуваті, а полотно зеленкувате до блакитно-зеленого. Червона пляма на хвостовому плавці бліда, часто жовтувата, має тонку сіру облямівку.

## Поширення
Вид населяє чотири провінції Східного Таїланду: Чаченгсао, Сакео, Прачінбурі та Чонбурі. В останній він зустрічається лише в суміжних з провінцією Чаченгсао районах. Водиться також у камбоджійській провінції Бантеаймеантьєй, що межує з провінцією Сакео в Таїланді. Крім того, східносіамська бійцівська рибка відома з Південного В'єтнаму. Гадають, що вона також може зустрічатись у районах Камбоджі, що лежать між Південним В'єтнамом та Східним Таїландом.
Східносіамська бійцівська рибка живе в мілководних болотах, на затоплених водою трав'яних луках, рисових полях, а також у прибережних зонах ставків, лагун, канав, каналів та інших водойм. Тримається в тихих місцях зі щільною рослинністю, де знаходить собі притулок, в межах якого займає безпечну територію для будівництва гнізда, шлюбних ігор та виведення мальків. Звичайними видами водяних рослин тут є Leersia hexandra (родина злакові) і Eleocharis dulcis (родина осокові). Симпатричні лабіринтові види риб: Trichopsis vittata, Trichopsis schalleri, Trichopsis pumila, Trichopodus trichopterus, Anabas testudineus. Інші риби, що живуть тут: Lepidocephalichthys hasselti, Pangio anguillaris, Macrognathus siamensis і Monopterus albus.

## Ідентифікація
Східносіамська бійцівська рибка належить до групи видів Betta splendens. Членами цієї групи є також B. splendens, поширена майже на всій території Таїланду, B. smaragdina, яка водиться на північному сході Таїланду і в Лаосі, B. imbellis з південного Таїланду та Півострівної Малайзії, B. stiktos з Камбоджі й B. mahachaiensis, що зустрічається лише в тайській провінції Самутсакхон, на захід від Бангкоку.
До офіційного опису вид був відомий під назвами Betta cf. imbellis, Betta cf. stiktos, Betta cf. imbellis Black Vietnam.
За морфологічними ознаками східносіамська бійцівська рибка дуже нагадує B. imbellis і B. splendens, але при уважному розгляді відрізняється від них. B. siamorientalis має струнке тіло з доволі чорним забарвленням. Від B. imbellis і B. smaragdina вона відрізняється червонуватими смужками на зябрових кришках, майже такими, як у B. splendens. Хоча ці смужки вважаються діагностичними для B. splendens, за забарвленням тіла та плавців B. siamorientalis більше нагадує B. imbellis. Таким чином, морфологічні дані показують, що B. siamorientalis є окремим видом. Це підтверджують результати аналізу кодів ДНК бійцівських рибок групи B. splendens, проведені з використанням мітохондріального (COI) та ядерного (ITS1) генів. Отримані результати свідчать також на те, що B. siamorientalis не є гібридом між B. imbellis і B. splendens.
Результати філогенетичних досліджень показують, що B. siamorientalis стоїть ближче до B. imbellis, ніж до B. splendens та інших представників групи.
B. imbellis, близький до B. siamorientalis вид, водиться у найпівденніших провінціях півострівного Таїланду та на півночі Півострівної Малайзії. У спробі пояснити подібність двох видів, що живуть на значній відстані один від одного, посилаються на палеогеографічні докази. Під час останнього льодовикового періоду, коли рівень моря був набагато нижчим, територія півдня півострівного Таїланду, разом із своєю річковою системою, як вважають, з'єднувалась суходолом з територією східного Таїланду, Камбоджі та південного В'єтнаму. Згодом, коли рівень світового океану знову піднявся, значна частина цих земель опинилася під водами Сіамської затоки, таким чином відокремивши дві ділянки суші, де тепер мешкають B. imbellis і B. siamorientalis.

## Біологія
Ймовірно, в природі ці риби полюють комах та інших дрібних безхребетних (зоопланктон).
Як і інші лабіринтові риби, східносіамська бійцівська рибка має додатковий орган дихання, що називається лабіринтовим апаратом. Він дозволяє рибам використовувати для дихання атмосферне повітря й за рахунок цього виживати у водоймах з низьким вмістом розчиненого кисню.
У період нересту самці будують гнізда з піни, куди риби відкладають ікру. Нерест відбувається в типових для лабіринтових риб обіймах, коли самець обгортається навколо самки своїм тілом і перевертає її черевом догори.
Тайці здавна використовують бійцівських рибок, особливо B. splendens, у проведенні між ними «півнячих» боїв, на яких роблять ставки. Місцевим жителям добре відомо про існування B. siamorientalis, але вони вважають її недостатньо войовничою, щоб використовувати в боях.

## Утримання в акваріумі
Вид тримають в акваріумах. Це красиві рибки, більш мирні в порівнянні із сіамською бійцівською рибкою. В добре структурованому акваріумі довжиною близько 60 см разом без проблем можна тримати декількох самців. B. siamorientalis підходить до будь-якого спільного акваріума з гарною рослинністю та спокійними рибами.
Умови утримання подібні до Betta imbellis, але східносіамська бійцівська рибка виявляє свою красу лише у м'якій та кислій воді.